# Calapnita phasmoides
Calapnita phasmoides är en spindelart som beskrevs av Christa L. Deeleman-Reinhold 1986. Calapnita phasmoides ingår i släktet Calapnita och familjen dallerspindlar. Inga underarter finns listade.